# San Dionisio (Iloilo)
San Dionisio is een gemeente in de Filipijnse provincie Iloilo op het eiland Panay. Bij de laatste census in 2010 telde de gemeente bijna 34 duizend inwoners.

## Geografie

### Bestuurlijke indeling
San Dionisio is onderverdeeld in de volgende 29 barangays:
| - Agdaliran - Amayong - Bagacay - Batuan - Bondulan - Boroñgon - Canas - Capinang - Cubay - Cudionan - Dugman - Hacienda Conchita - Madanlog - Mandu-awak - Moto | - Naborot - Nipa - Odiongan - Pangi - Pase - Poblacion - San Nicolas - Santol - Siempreviva - Sua - Talo-ato - Tamangi - Tiabas - Tuble |

## Demografie
San Dionisio had bij de census van 2010 een inwoneraantal van 33.650 mensen. Dit waren 1.479 mensen (4,6%) meer dan bij de vorige census van 2007. Ten opzichte van de census van 2000 was het aantal inwoners gegroeid met 4.948 mensen (17,2%). De gemiddelde jaarlijkse groei in die periode kwam daarmee uit op 1,60%, hetgeen lager was dan het landelijk jaarlijks gemiddelde over deze periode (1,90%).

De bevolkingsdichtheid van San Dionisio was ten tijde van de laatste census, met 33.650 inwoners op 127,06 km², 264,8 mensen per km².